# Los Angeles Lakers 2006-2007
La stagione 2006-07 dei Los Angeles Lakers fu la 58ª nella NBA per la franchigia.
I Los Angeles Lakers arrivarono secondi nella Pacific Division della Western Conference con un record di 42-40. Nei play-off persero al primo turno con i Phoenix Suns (4-1).

## Draft
| Giro | Scelta | Giocatore                      | Posizione | Nazionalità | Università/Club   |
| ---- | ------ | ------------------------------ | --------- | ----------- | ----------------- |
| 1    | 26     | Jordan Farmar                  | playmaker | Stati Uniti | UCLA              |
| 2    | 51     | Cheikh Samb (ceduto a Detroit) | centro    | Senegal     | Cornellà (Spagna) |

J.R. Pinnock scelto dai Dallas Mavericks al secondo giro con il numero 58, venne ceduto ai Lakers in cambio di una seconda scelta futura.

## Regular season
| Squadra               | V  | P  | %    | GB |
| --------------------- | -- | -- | ---- | -- |
| Phoenix Suns          | 61 | 21 | 74,4 |    |
| Los Angeles Lakers    | 42 | 40 | 51,2 |    |
| Golden State Warriors | 42 | 40 | 51,2 |    |
| Los Angeles Clippers  | 40 | 42 | 48,8 |    |
| Sacramento Kings      | 33 | 49 | 40,2 |    |

## Play-off

### Primo turno
Gara 1
| 22 aprile 2007 | Phoenix Suns | 95 – 87 | Los Angeles Lakers |  |

Gara 2
| 24 aprile 2007 | Phoenix Suns | 126 – 98 | Los Angeles Lakers |  |

Gara 3
| 26 aprile 2007 | Los Angeles Lakers | 95 – 89 | Phoenix Suns |  |

Gara 4
| 29 aprile 2007 | Los Angeles Lakers | 100 – 113 | Phoenix Suns |  |

Gara 5
| 2 maggio 2007 | Phoenix Suns | 119 – 110 | Los Angeles Lakers |  |

## Roster
| N° | Naz.                   | Ruolo | Sportivo            | Anno | Alt. | Peso |
| -- | ---------------------- | ----- | ------------------- | ---- | ---- | ---- |
| 1  | Stati Uniti (bandiera) | A     | Smush Parker        | 1981 | 193  | 86   |
| 2  | Stati Uniti (bandiera) | G     | Aaron McKie         | 1972 | 196  | 95   |
| 3  | Stati Uniti (bandiera) | G     | Shammond Williams   | 1975 | 185  | 91   |
| 4  | Stati Uniti (bandiera) | A     | Luke Walton         | 1980 | 203  | 107  |
| 5  | Stati Uniti (bandiera) | G     | Jordan Farmar       | 1986 | 188  | 82   |
| 6  | Stati Uniti (bandiera) | G     | Maurice Evans       | 1978 | 196  | 100  |
| 7  | Stati Uniti (bandiera) | A     | Lamar Odom          | 1979 | 208  | 100  |
| 10 | Serbia (bandiera)      | A     | Vladimir Radmanović | 1980 | 208  | 103  |
| 17 | Stati Uniti (bandiera) | C     | Andrew Bynum        | 1987 | 213  | 129  |
| 18 | Slovenia (bandiera)    | G     | Saša Vujačić        | 1984 | 201  | 88   |
| 21 | Francia (bandiera)     | AC    | Ronny Turiaf        | 1983 | 208  | 113  |
| 24 | Stati Uniti (bandiera) | G     | Kobe Bryant         | 1978 | 198  | 100  |
| 43 | Stati Uniti (bandiera) | A     | Brian Cook          | 1980 | 206  | 106  |
| 54 | Stati Uniti (bandiera) | A     | Kwame Brown         | 1982 | 211  | 122  |

## Staff tecnico
- Allenatore: Phil Jackson
- Vice-allenatori: Jim Cleamons, Frank Hamblen, Kurt Rambis, Brian Shaw
- Vice-allenatori speciali: Kareem Abdul-Jabbar, Craig Hodges
- Preparatore atletico: Gary Vitti

### Arrivi/partenze
Mercato e scambi avvenuti durante la stagione:
Arrivi
| N° | Naz. | Ruolo | Sportivo |  | Alt. |  |
| -- | ---- | ----- | -------- |  | ---- |  |

Partenze
| N° | Naz. | Ruolo | Sportivo |  | Alt. |  |
| -- | ---- | ----- | -------- |  | ---- |  |

## Premi e onorificenze
- Kobe Bryant incluso nell'All-NBA First Team
- Kobe Bryant incluso nell'All-Defensive First Team